# Pseudonestor xanthophrys
Lo psittorinco di Maui o kiwikiu (Pseudonestor xanthophrys Rothschild, 1893) è un uccello passeriforme della famiglia Fringillidae, unica specie ascritta al genere Psittirostra Rothschild, 1893.

## Etimologia
Il nome scientifico del genere, Pseudonestor, deriva da Nestor (genere di pappagalli neozelandesi noti come kea) con l'aggiunta del prefissoide pseudo- (dal greco ψευδος, psèudos, "falso"), col significato di "falso kea" in riferimento alla forma del becco di questi uccelli ed alla loro colorazione: il nome della specie, xanthophrys, deriva dall'unione delle parole greche ξανθος (xanthos, "giallo") e οφρυς (ophrus, "sopracciglio"), col significato di "dal sopracciglio giallo" in riferimento alla livrea. Il nome comune dello psittorinco è anch'esso di provenienza greca, derivando dall'unione di Ψιττακός (psittakos, "pappagallo") e ῥύγχος (rhynchos, "becco"), in riferimento all'aspetto peculiare del becco: il suo nome nativo, invece, kiwkikiu, non ha origini storiche ma venne coniato dall'Hawaiian Lexicon Committee nel 2010 in seguito ad un'esplicita richiesta del Maui Forest Bird Recovery Project, e deriva dall'unione delle parole hawaiiane kiwi ("falciforme") e kiu ("freddo", inteso sia come "distaccato" in riferimento alla timidezza di questi uccelli che nell'accezione climatica del termine, in riferimento elle foreste montane abitate dallo psittorinco).

## Descrizione

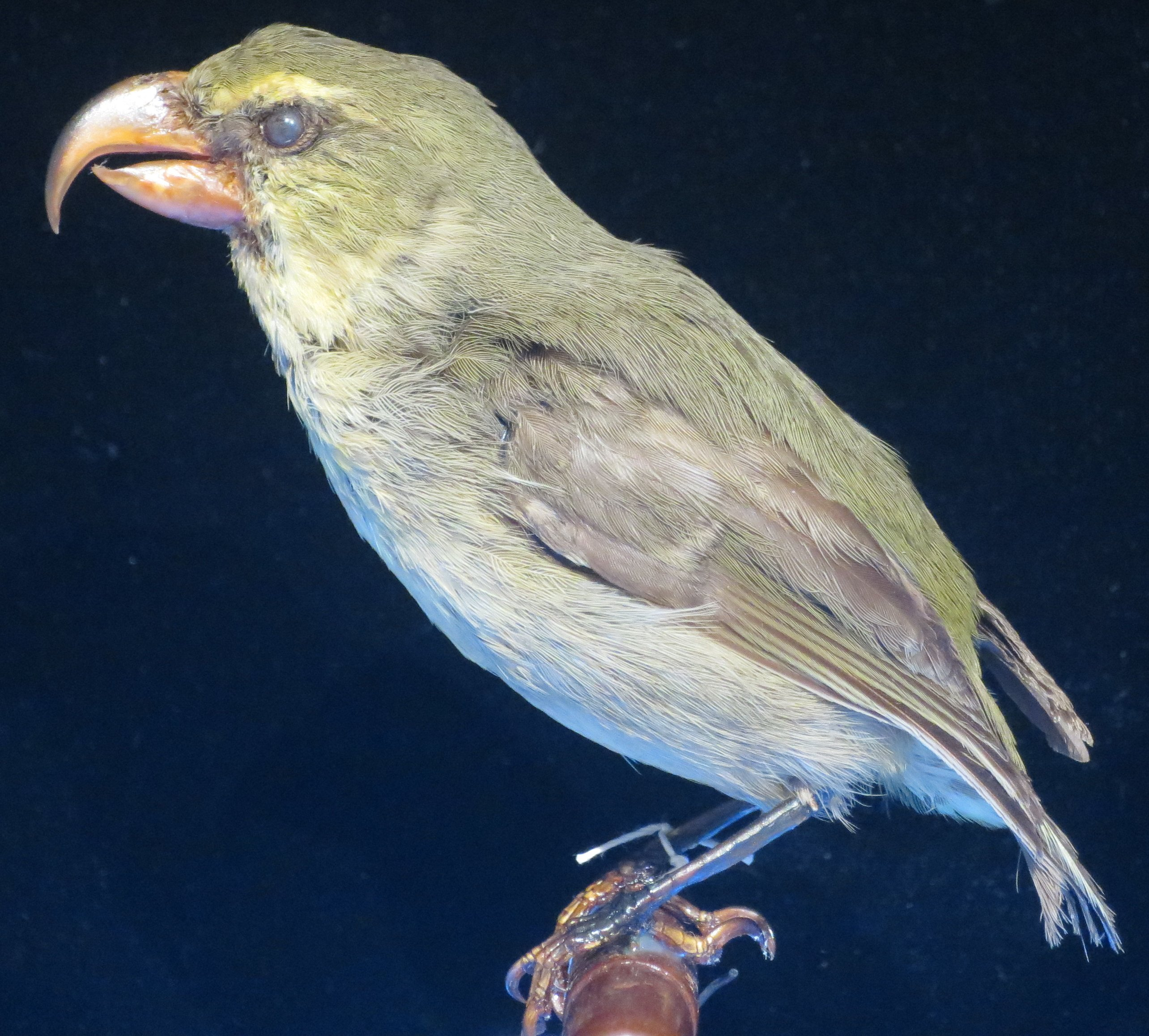
Maschio impagliato al Museo Berenice Pauhai Bishop di Honolulu.

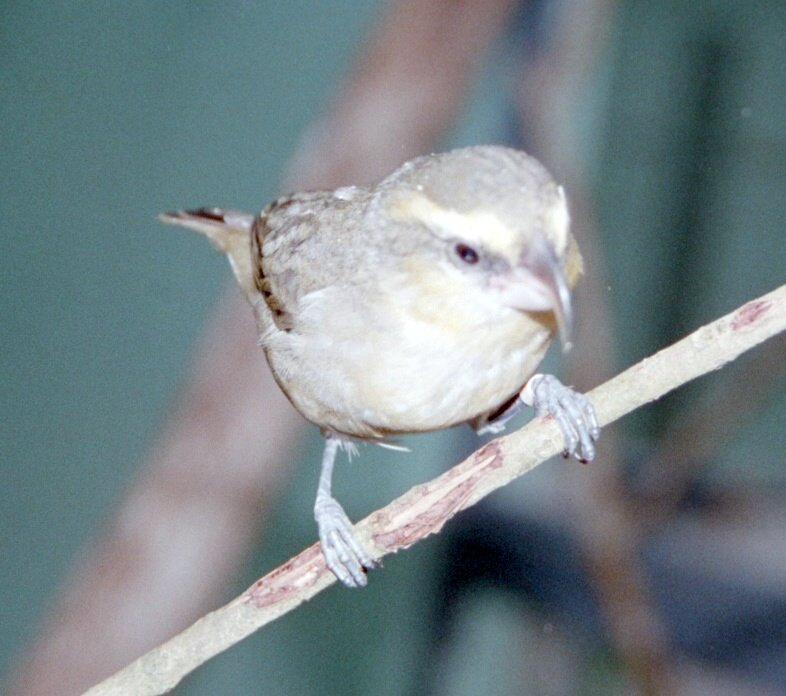
Femmina in natura.

### Dimensioni
Misura 14 cm di lunghezza, per un peso di 16-28 g: a parità d'età, i maschi sono più robusti e pesanti rispetto alle femmine.

### Aspetto
Lo psittorinco ha un aspetto inconfondibile, che ricorda molto quello di un pappagallo: il corpo è tosso e robusto, con coda corta e squadrata ed ali allungate, la testa è grande con un becco voluminoso ma appiattito in senso laterale ed estremamente adunco sia superiormente che inferiormente, con la parte superiore lunga circa il doppio rispetto a quella inferiore.

Il piumaggio è verde oliva su vertice, nuca, dorso, ali e coda, con tendenza a scurirsi su queste ultime due e ad assumere sfumature giallastre sul codione: guance, gola, petto, ventre e fianchi sono di colore giallo, mentre il sottocoda è bianco. È presente dimorfismo sessuale, in quanto le femmine possiedono minore estensione del giallo, soprattutto nella zona ventrale (che infatti è bianca): in ambedue i sessi, fra i lati del becco (che superiormente è nero con margine rosa-avorio, mentre la mandibola è di color avorio) e l'occhio (che è bruno) è presente una mascherina nera, mentre il sopracciglio è di colore giallo. Anche le zampe sono nere in ambedue i sessi.

## Biologia
Si tratta di uccelli dalle abitudini diurne, che si muovono da soli o in coppie, accompagnandosi per un certo periodo dopo la stagione degli amori anche coi nidiacei delle covate precedenti: essi passano la maggior parte della giornata saltellando fra i rami e le fronde alla ricerca di cibo, tenendosi in contatto mediante richiami che ricordano quelli dell'alauahio, emessi ogni 3-5 secondi. Le singole coppie mostrano moderata territorialità, più accentuata durante il periodo riproduttivo, difendendo aree di circa 2-5 ettari.

### Alimentazione
Nonostante il becco massiccio potrebbe far pensare a una dieta di tipo granivoro-frugivoro, in realtà i kiwikiu sono uccelli essenzialmente insettivori, la cui dieta si basa su larve di coleotteri (fino all'80% del totale di cibo ingerito, soprattutto larve di cerambicidi) e lepidotteri, per reperire i quali questi uccelli scoperchiano la corteccia dai rami e scavano a morsi nella corteccia: fra le piante preferite per espletare quest'azione, vi sono l'akala, il kanawao e l'ohia lehua. Talvolta, gli psittorinchi mordono anche i frutti maturi per verificare la presenza all'interno di parassiti, e pare che una piccola parte della dieta di questi uccelli si componga di nettare.

### Riproduzione
Si tratta di uccelli monogami, con le coppie che rimangono insieme per molti anni, anche al di fuori della stagione riproduttiva, che va fra novembre e giugno (sebbene siano stati osservati nidi durante tutto l'anno, meno che in settembre). Il maschio corteggia la femmina cantando insistentemente.
La costruzione del nido è in massima parte a carico della femmina, col maschio che interviene sporadicamente nel portare materiale da costruzione: esso è a forma di coppa, piuttosto piccolo di dimensioni e viene edificato intrecciando licheni (soprattutto del genere Usnea) e fibre vegetali (soprattutto sfilacci di pukiawe) alla biforcazione periferica di un ramo di albero (in particolar modo di ohia lehua) a una decina di metri d'altezza. Al suo interno, la femmina depone un singolo uovo di color crema con maculature bruno-rossicce poste soprattutto sulla sua estremità ottusa, che essa provvede a covare da sola (col maschio che staziona nei pressi del nido, scacciando eventuali intrusi e procacciando il cibo per sé e la consorte) per circa 16 giorni. Il nidiaceo, cieco ed implume alla schiusa, viene imbeccato e accudito da entrambi i genitori, ed è in grado d'involarsi attorno alle tre settimane di vita: tuttavia, i giovani tendono a rimanere coi genitori per un periodo di tempo che va dai 5 mesi a oltre un anno prima di allontanarsene definitivamente, seguendoli nei loro spostamenti. I kiwikiu portano avanti una singola nidiata l'anno, talvolta nidificando ad anni alterni.
La speranza di vita di questi uccelli è di circa 16 anni in cattività.

## Distribuzione e habitat
Lo psittirostro di Maui, come intuibile dal nome comune, è endemico dell'isola hawaiiana di Maui, della quale abita una ristretta porzione sul versante nord-orientale dell'Haleakalā.
L'habitat di questi uccelli è costituito dalle aree di foresta montana a predominanza di koa e ohia lehua, fra i 1250 ed i 2300 m di quota.

## Tassonomia
Nell'ambito della tribù Drepanidini, lo psittorinco occupa un proprio genere monospecifico, Psittirostra, formante un clade con gli altri fringuelli hawaiiani dal becco ricurvo, Psittirostra e Dysmorodrepanis, vicino a sua volta al clade Hemignathus-Akialoa.

## Conservazione
Sebbene si sia portati a credere che il kiwikiu non sia mai stato particolarmente abbondante (tanto che non esiste, o almeno non è noto, un nome comune in lingua hawaiiana per questa specie, mentre esistono nomi indigeni praticamente per tutte le specie di uccelli hawaiiani), esistono testimonianze subfossili che questi uccelli in passato abbiano popolato anche le foreste ad altituini inferiori (giù fino a 200–300 m di quota) dell'isola di Maui, e che abitassero anche la vicina Molokai. Come tutti i drepanidini, questi uccelli sono stati quasi spazzati via in pochissimi anni fra la fine del XIX e l'inizio del XX secolo da una combinazione di fattori, fra cui la distruzione dell'habitat per far spazio a piantagioni e insediamenti, l'introduzione di specie aliene predatrici di uova e nidiacei (manguste e ratti) o alteratrici dell'habitat (ruminanti e maiali) e soprattutto le malattie, come la malaria aviaria ed il vaiolo aviario, alle quali questi uccelli non erano immunizzati e che quindi finirono per decimarli e confinarli nelle aree montane, dove le zanzare (vettrici degli agenti infettanti) non possono sopravvivere.
Fin dal 1967 questa specie è protetta dall'United States Fish and Wildlife Service, e sono in corso programmi di ripristino delle foreste primigenie mediante piantumazione di nuovi alberi, abbattimento di animali di specie introdotte, recintamento delle aree di interesse faunistico e riproduzione in cattività e reintroduzione di nuovi esemplari: in tal modo, si è riusciti ad ottenere un leggero incremento della popolazione globale di psittorinchi, che tuttavia è stimata in meno di 500 individui distribuiti su circa 50 km², sicché la specie è considerata come "in pericolo critico" dall'IUCN.